# Yokohomo
Yokohomo ist eine Wiener Indie-Rock-Band.

## Geschichte
Yokohomo formierten sich 2018 in Wien und veröffentlichten 2021 ihr erstes Album Narben bei Las Vegas Records. Yokohomo wurde bald zu einer gefragten Live Band und absolvierte Auftritte an den großen Konzertbühnen Österreichs wie dem Gasometer, der Arena Wien oder dem Grazer Orpheum. Nach dem Wechsel am Bass von Denise La Costa zu Georg Pinter im Jahr 2022 wechselte die Band 2023 zum Label SBÄM Records, wo im Herbst 2024 das zweite Album Yokus Pokus erschien.

## Stil
Yokohomo spielt laut ihrem Label SBÄM Records „ehrlichen Gitarren-Indie-Punk [..] mit Hang zu rasantem Rock’n’Roll“.

## Diskografie
- 2019: Natalia (Single)
- 2019: Rakete (Single)
- 2020: Josefine (Single)
- 2021: Pop (Single)
- 2019: Arbeit (Single)
- 2021: Narben (Album, LasVegas Records)
- 2023: Immer gleich (Single, SBÄM Records)
- 2024: Bildungsinstitut (Single, SBÄM Records)
- 2024: Yokus Pokus (Album, SBÄM Records)